# تيلي لوميار

شعار قناة نور كيدز.

تيلي لوميار هي أول محطة تلفزيونية مسيحية في لبنان والعالم العربي، تأسست في عام 1991. ومنذ عام 2003، وتبث أيضًا برامج الأقمار الصناعية في جميع أنحاء العالم تحت اسم فضائية نور سات.

## تاريخ
تأسست تيلي لوميار أو «التلفزيون النور» في عام 1991 من قبل مجموعة من المسيحيين العلمانيين ملتزمة: شارل حلو، رئيس لبنان السابق، جاك آلاسي، جورج أفرام، جورج معوض، رولا وسناء نصار، الدكتور أنطوان سعد وكريستيان دبييه.
تيلي لوميار هي منظمة غير ربحية، مهمتها هي المسكونية، أي أنها لا ترتبط بأي حزب سياسي أو حركة، ولا تبث أي وجهات نظر سياسية. وهي محطة بث غير ربحية،. تعاونت الكنيسة ويشرف على تيلي لوميار مجلس البطاركة والأساقفة الكاثوليك في لبنان.

## فضائية نور سات
احتفلت تيلي لوميار في يونيو 2003، في عيد العنصرة، بمناسبة الذكرى الثانية عشر لتأسسيها فضلًا عن إطلاق قناة فضائية لها نورسات تغطي الاتحاد الأوروبي وجنوب غرب آسيا وشمال أفريقيا. بعد سنة واحدة، في 8 سبتمبر 2004، بدأت نور سات البث الرسمي في أمريكا الشمالية والجنوبية، والولايات المتحدة الأمريكية وكندا وأستراليا.

## مواقع خارجية
- موقع رسمي